# Николай Костов
Николай Костов е български футболен треньор и футболист.

## Футболист
Кариерата му на футболист започва през 1981 г. в Добруджа. През 1988 г. Васил Методиев – Шпайдела го привлича в Левски, но там Костов изиграва едва 6 срещи и през пролетта на 1989 г. отива в Славия. От 1990 до 1993 г. играе за кипърския Анортозис. Завършва кариерата си на играч през 1994 г. в Левски.

## Треньор
От лятото до ноември 1996 г. е помощник-треньор на Добруджа в А група. По-късно е треньор на кипърските Анортозис, Онисилос Сотира, Олимпиакос (Никозия) и АЕК Ларнака. През 2008 г. е треньор за 4 месеца на Бананц (Ереван). От 2008 до 2010 г. е начело на Металург (Донецк). По негово време в тима идва друг българин – Велизар Димитров.
В края на 2011 г. е назначен за треньор на Левски с договор до края на сезона, но на 26 март 2012 г. е освободен от поста.
На 29 юли 2012 е назначен за треньор на Карпати Лвов, където остава до 2014 г. През пролетта на 2014 г. ръководи Таврия, но след бунтовете в Украйна и провъзгласяването на независима Кримска република отборът е разформиран и той остава без работа. На 13 юни 2023 г. е представен официално като старши треньор на Левски.